# Hernando Alejandro Graña Acuña
Hernando Alejandro Graña Acuña (Lima, 27 de abril de 1951) es un ingeniero industrial peruano, empresario y expresidente de la constructora Graña. El 4 de diciembre de 2017 el Juez Richard Concepción Carhuancho dictó 18 meses de prisión preventiva contra él y otros 3 empresarios por el delito de lavado de activos en el marco de las investigaciones por el caso de corrupción Lava Jato.

## Biografía
Hijo de Alejandro Antonio Graña Garland y Elvira Acuña Rey. Nació dentro de una familia vinculada a la ingeniería y la construcción, su padre fue uno de los fundadores del grupo Graña y Montero. Es primo del arquitecto José Graña Miró Quesada.
Realizó sus estudios superiores en la Universidad de Texas A&M, donde se graduó en Ingeniería Industrial. Luego estudió en la Universidad de Minnesota una maestría en Ingeniería de Minas.

## Trayectoria
Hernando Graña se uniría a Graña y Montero en 1977 y desde 1996 ha sido jefe comercial de Graña y Montero.
Ha sido director de la Cámara Peruana de la Construcción (CAPECO) desde 1986 y en abril de 2015 asumió la presidencia de manera temporal. También ha sido segundo vicepresidente de la Asociación para el Fomento de la Infraestructura Nacional (AFIN).
Ha sido director del Instituto Privado de Administración de Empresas (IPAE) desde 1988 hasta 1990.
También ha sido presidente de Stracon GyM S.A., presidente de GyM S.A. desde 2011 hasta el 28 de febrero de 2017, presidente de Norvial S.A. desde el 2002 hasta el 2010. Ha sido director de GMI S.A y de Grana y Montero Petrolera S.A. desde 1984 y de Concar S.A. desde 1996. También ha sido director interno en GyM S.A. y Graña y Montero S.A.A. desde agosto de 1996 hasta el 28 de febrero de 2017.
Ha sido director de CAM Chile S.A. desde 2010, director de Survial desde 2008 hasta el 2012. También ha sido director de Vial y Vives-DSD S.A., Ecotec S.A. y Norvial S.A..
Desde noviembre del 2000 hasta marzo del 2013 fue director de la Transportadora de Gas del Perú S.A..